# Xã Union, Quận Saline, Arkansas
Xã Union (tiếng Anh: Union Township) là một xã thuộc quận Saline, tiểu bang Arkansas, Hoa Kỳ. Năm 2010, dân số của xã này là 597 người.